# Dariusz Wilczak
Dariusz Wilczak (ur. 1961) – polski dziennikarz, reportażysta tygodnika „Newsweek”.

## Życiorys
Absolwent etnografii na Uniwersytecie Łódzkim, podyplomowych studiów dziennikarskich na Wydziale Dziennikarstwa Uniwersytetu Warszawskiego. Autor słuchowiska radiowego Chwilowa utrata przytomności. Laureat nagród i wyróżnień SDP oraz Grand Press. Nominowany do Nagrody Literackiej im. Józefa Mackiewicza w 2012 roku za książkę o generale Wojciechu Jaruzelskim Generalissimus. Jego książka Pajęczyna znalazła się w antologii polskiego reportażu 20 wieku 100/XX (Wydawnictwo Czarne, 2014).

## Radio
- 2009: Chwilowa utrata przytomności; Scena Teatralna Trójki, Polskie Radio Program III – autor słuchowiska[1]

## Publikacje
- Pajęczyna. Syndrom bezpieki (razem z Barbarą Stanisławczyk), 1991, wydawnictwo Krąg
- Mucha za szybą, 1997, wydawnictwo Most
- On Kwaśniewski (razem z Grzegorzem Indulskim), 2005, wydawnictwo MiR
- Ponad stan. Solidarność, historie podziemne, 2006, wydawnictwo M&M
- Generalissimus, grudzień 2011, wydawnictwo Ossolineum
- Most. Tajna operacja przerzutu Żydów Moskwa-Warszawa-Izrael, 2015, wydawca Fronda
- Tequila z Cortazarem. Kochałem wielkich tego świata, 2015, wydawnictwo Fabuła Fraza
- Wałęsa. Zdrajca czy bohater. Niedokończona rewolucja (razem z Andrzejem Stankiewiczem), 2016, wydawnictwo Fabuła Fraza
- Institor. Kto pierwszy podpali stos (jako Adam Lard), 2018, wydawnictwo Fabuła Fraza